# 大京聚楽館ビル
大京聚楽館ビル（だいきょうじゅらくかんびる）は、神戸市兵庫区の新開地駅前にある複合娯楽施設。
1913年（大正2年）から1978年（昭和53年）の間、東京の帝国劇場を模して建設され、神戸の演劇活動の中心でランドマークであった『聚楽館』がかつてあった跡地に、聚楽館のイメージを意識して2001年に建設された。

## 沿革
- 2000年8月4日 着工
- 2001年4月20日 オープン[2]
- 2021年3月31日 テナントとして入居しているラウンドワンが閉店。[3]
- 2022年3月9日 スーパーD’ステーション 新開地店がオープン。[4]